# Michael Stuhlbarg
Michael Stewart Stuhlbarg (Long Beach, California; 5 de julio de 1968) es un actor estadounidense de teatro, cine y televisión.

## Vida y carrera
Nació en Long Beach, California, y se crio en el seno de una familia judía reformista. Hijo de Susan y Morton Stuhlbarg, su primer acercamiento a la actuación fue a los once años de edad, cuando formó parte de una producción teatral comunitaria de Bye Bye Birdie, como miembro del coro.
Después de la secundaria, Stuhlbarg asistió a la escuela de teatro, cine y televisión de la Universidad de California en Los Ángeles. Tras dos años de cursar, pasó a la Academia Juilliard de Nueva York, donde permaneció desde 1988 a 1992 y recibió un título de grado en actuación. También estudió actuación en el National Youth Theatre de la Universidad de Londres.
Después de la universidad, se convirtió en un notable actor de teatro, y apareció en varias producciones: Old Wicked Songs en 1996, Long Day's Journey into Night en 1997 y The Pillowman en 2005, por la cual recibió un premio como mejor actor por parte de la crítica de Nueva York.
Tuvo papeles menores en películas como The Grey Zone, en la que interpretó a uno de los judíos, Body of Lies, en la que representó a un abogado, y Cold Souls (un inversionista). Sin embargo, su primer papel como protagonista fue en la comedia de humor negro A Serious Man (2009), de los hermanos Coen, donde interpretó a Larry Gopnik, un profesor universitario judío saturado de problemas. Inicialmente, Stuhlbarg fue llamado a la audición para un papel en el prólogo de la película, para la cual tuvo que aprender fonéticamente una escena hablada enteramente en yiddish, pero para ese papel los Coen prefirieron contar con un actor que dominara el idioma. Seis meses después, fue llamado para otra audición, esta vez para dos personajes: Arthur y Larry. Aprendió tres escenas de cada uno, y los Coen decidieron darle el segundo papel.
Ha aparecido en series de televisión como Law & Order, Ugly Betty y The American Experience. En 2009, fue confirmado como parte del reparto regular de la serie Boardwalk Empire, producida por Martin Scorsese, y protagonizada por Steve Buscemi. Ambientada durante la época de la ley seca en Nueva Jersey, Stuhlbarg interpretó al jefe mafioso Arnold Rothstein. Sobre su papel, The Hollywood Reporter escribió: "...como el frío y calculador Rothstein, Michael Stuhlbarg hace un giro de 180 grados, separándose del ansioso perdedor que interpretó en A Serious Man, de los hermanos Coen".
En 2010 se confirmó su participación en la adaptación en 3D de Hugo, dirigida y producida por Martin Scorsese. La película se estrenó a fines de 2011, y recibió críticas positivas. Sobre su experiencia en la película, Stuhlbarg dijo: "Fue como estar dentro de un libro animado, a excepción de que fue real. Fueron increíblemente realistas y cuidaron los detalles; se había pensado en cada aspecto (...) No tenías que hacer nada, todo estaba hecho para ti".

## Filmografía

### Películas
| Año  | Título                                       | Papel                  | Director                   |
| ---- | -------------------------------------------- | ---------------------- | -------------------------- |
| 1998 | A Price Above Rubies                         | Young Hassid           | Boaz Yakin                 |
| 1999 | Macbeth in Manhattan                         | Robert / Ross          | Greg Lombardo              |
| 2001 | The Grey Zone                                | Cohen                  | Tim Blake Nelson           |
| 2008 | Afterschool                                  | Mr. Burke              | Antonio Campos             |
| 2008 | Body of Lies                                 | Ferris' Attorney       | Ridley Scott               |
| 2009 | Cold Souls                                   | Hedge Fund Consultant  | Sophie Barthes             |
| 2009 | A Serious Man                                | Larry Gopnik           | Hermanos Coen              |
| 2010 | Goldstar, Ohio                               | The Interviewer        | Michael Tisdale            |
| 2011 | Hugo                                         | René Tabard            | Martin Scorsese            |
| 2012 | Hombres de negro III                         | Griffin                | Barry Sonnenfeld           |
| 2012 | Seven Psychopaths                            | Tommy                  | Martin McDonagh            |
| 2012 | Lincoln                                      | George Yeaman          | Steven Spielberg           |
| 2012 | Hopper Stories                               | Edward Hopper          | Varios                     |
| 2012 | Hitchcock                                    | Lew Wasserman          | Sacha Gervasi              |
| 2013 | Blue Jasmine                                 | Dr. Flicker            | Woody Allen                |
| 2014 | Cut Bank                                     | Derby Milton           | Matt Shakman               |
| 2014 | Pawn Sacrifice                               | Paul Marshall          | Edward Zwick               |
| 2015 | Steve Jobs                                   | Andy Hertzfeld         | Danny Boyle                |
| 2015 | Trumbo                                       | Edward G. Robinson     | Jay Roach                  |
| 2015 | Miles Ahead                                  | Harper Hamilton        | Don Cheadle                |
| 2016 | La llegada                                   | Agent Halpern          | Denis Villeneuve           |
| 2016 | Doctor Strange                               | Nicodemus West         | Scott Derrickson           |
| 2016 | Miss Sloane                                  | Pat Connors            | John Madden                |
| 2017 | Call Me by Your Name                         | Mr. Samuel Perlman     | Luca Guadagnino            |
| 2017 | La forma del agua                            | Dr. Robert Hoffstetler | Guillermo del Toro         |
| 2017 | The Post                                     | Abe Rosenthal          | Steven Spielberg           |
| 2020 | Shirley                                      | Stanley Hyman          | Josephine Decker           |
| 2020 | Creating a Character: The Moni Yakim Legacy  | Él mismo               | Rauzar Alexander           |
| 2021 | Beckett                                      | Padre de April         | Ferdinando Cito Filomarino |
| 2022 | Doctor Strange en el multiverso de la locura | Nicodemus West         | Sam Raimi                  |
| 2024 | The Instigators                              | Sr. Besegai            | Doug Liman                 |

### Series de televisión
| Año       | Título                        | Papel                                                               | Notas                 |
| --------- | ----------------------------- | ------------------------------------------------------------------- | --------------------- |
| 1998      | Prey                          | Dr. Ed Tate                                                         |                       |
| 2006      | Law & Order: Criminal Intent  | Marcel Costa                                                        |                       |
| 2006-2007 | Studio 60 on the Sunset Strip | Jerry                                                               | Dos episodios         |
| 2007      | Damages                       | Dr. Bernard Herschenfeld                                            |                       |
| 2008      | Law & Order                   | Timothy Pace                                                        |                       |
| 2006-2009 | The American Experience       | Alfred Doten / Edward Teller / Oficial Stephen Colden/ Alfred Doten | Cuatro episodios      |
| 2009      | Ugly Betty                    | Heinrich                                                            |                       |
| 2010      | God in America                | Isaac Mayer Wise                                                    |                       |
| 2010-2013 | Boardwalk Empire              | Arnold Rothstein                                                    |                       |
| 2017      | Fargo                         | Sy Feltz                                                            |                       |
| 2018      | The Looming Tower             | Richard Clarke                                                      | Miniserie 8 episodios |
| 2019      | Traidores                     | Rowe                                                                | 5 episodios           |
| 2020-2021 | Your Honor                    | Jimmy Baxter                                                        | 20 episodios          |
| 2021      | Dopesick                      | Richard Sackler                                                     | Miniserie 8 episodios |
| 2022      | The Staircase                 | David Rudolf                                                        | Miniserie 8 episodios |

## Premios

### Globos de Oro
| Año  | Categoría                       | Película      | Resultado |
| ---- | ------------------------------- | ------------- | --------- |
| 2009 | Mejor Actor - Comedia o musical | A Serious Man | Candidato |

### SAG
| Año  | Categoría                           | Título           | Resultado |
| ---- | ----------------------------------- | ---------------- | --------- |
| 2011 | Mejor reparto de televisión - Drama | Boardwalk Empire | Ganador   |
| 2012 | Mejor reparto de televisión - Drama | Boardwalk Empire | Ganador   |

### Independent Spirit
| Año  | Categoría            | Película      | Resultado |
| ---- | -------------------- | ------------- | --------- |
| 2010 | Premio Robert Altman | A Serious Man | Ganador   |